# Narcosius
Narcosius là một chi bướm ngày thuộc họ Bướm nâu.